# Crocodile (Black Mirror)
"Crocodile" é o terceiro episódio da quarta temporada da série de antologia Black Mirror. Foi escrito por Charlie Brooker e dirigido por John Hillcoat. O episódio foi exibido pela primeira vez pela Netflix, junto com o resto da quarta temporada, em 29 de dezembro de 2017.
O episódio se passa na Islândia, onde Mia (Andrea Riseborough) ajuda seu amigo Rob (Andrew Gower) a encobrir uma morte acidental. Quinze anos depois, Rob quer confessar seu crime, levando Mia a matá-lo e descartar seu corpo. Pouco depois, Mia testemunha um acidente de rua entre um pedestre e um veículo auto-dirigido. Shazia (Kiran Sonia Sawar) é contratada para investigar o acidente e usa um dispositivo Recaller que lhe permite ver as lembranças recentes daqueles entrevistados. Durante uma entrevista com Mia, Shazia descobre uma reação em cadeia, e vê lentamente o que mais aconteceu naquela noite.

## Enredo
Mia Nolan (Andrea Riseborough) e Rob (Andrew Gower) vão para um clube juntos. Ao dirigir para casa, Rob atropela e mata um ciclista em uma estrada nas montanhas. Ele convence Mia a ajudá-lo a encobrir a morte, jogando o corpo e a bicicleta do ciclista em um lago.
Quinze anos depois, Mia está feliz, casada, tem um filho e uma carreira de sucesso. Quando ela faz uma viagem de negócios, Rob a encontra em seu hotel. Ele mostra-lhe um artigo de notícias sobre o ciclista morto, cuja esposa acredita que ele está vivo e ainda está procurando por ele. Rob quer escrever uma carta anônima dizendo a verdade, mas Mia teme que a letra seja rastreada. Os dois brigam e ela mata Rob. Ela ainda fica agitada ao ver um acidente de rua, onde um caminhão de entrega de pizza auto-dirigido atropela um pedestre. Mia aluga um filme porno pay per view para servir com um álibi, antes de descartar o corpo de Rob.
O homem que foi atingido pelo caminhão contata sua companhia de seguros e é visitado por Shazia (Kiran Sonia Sawar), uma investigadora. Seu trabalho é usar um dispositivo conhecido como Recaller para verificar as memórias de um requerente e verificar a reivindicação. Apesar de memórias não serem reconhecidas como confiáveis, agora é obrigatório que o público seja submetido a varreduras de memória quando solicitado. Shazia identifica testemunhas do acidente, mas não consegue estabelecer quem é responsável pelo acidente. Uma testemunha lembra-se de ver Mia olhando para fora da janela do seu quarto de hotel, e Shazia tem esperança de que o testemunho de Mia lhe permita provar o caso - o que também permitiria que a companhia de seguros prosseguisse com uma ação de negligência lucrativa contra os proprietários do caminhão de pizza.
Mia admite testemunhar o acidente, mas ao saber que Shazia usará o Recaller, hesita em ter suas memórias escaneadas. Shazia assume que a relutância de Mia é devido a ela ter vergonha de assistir pornografia. Mia faz uma parada preparando café e tenta inserir uma história em sua memória de que estava sozinha no quarto do hotel. No entanto, durante a varredura, Mia não consegue evitar que Shazia veja as memórias de ambos os assassinatos. Ela amarra Shazia, que tenta convencer Mia de que irá excluir os dados e não contará a ninguém o que aconteceu. Mia, ciente de que seria incriminada nas próprias memórias de Shazia, utiliza o Recaller em Shazia. Mia a mata e dirige até a casa de Shazia para matar o marido - a única pessoa ciente de que Mia estava envolvida na investigação. Ao perceber que o filho de Shazia também está na casa e viu seu rosto, Mia com relutância o mata também.
A polícia, investigando os assassinatos, revela que o filho de Shazia era cego e não teria sido capaz de identificar o assassino; Ao invés disso, eles usam o Recaller no mascote da família para recuperar suas lembranças de provas. Enquanto isso, Mia chora na plateia enquanto observa a produção escolar de seu filho de Bugsy Malone. A polícia é vista esperando na parte de trás do auditório.

## Produção

Algumas cenas deste episódio foram filmadas dentro da sala de concertos Harpa em Reykjavík, na Islândia.

Enquanto a primeira e a segunda temporada de Black Mirror foram exibidas pelo Channel 4 no Reino Unido, em setembro de 2015, a Netflix encomendou a série para 12 episódios e, em março de 2016, comprou os direitos de distribuição da terceira temporada, por US$ 40 milhões. A encomenda dos 12 episódios foi dividida em duas temporadas de seis episódios cada.
O episódio foi inspirado no episódio da primeira temporada, "The Entire History of You", que apresentou um implante pessoal que se poderia usar em particular para revisar suas memórias. Para "Crocodile", eles consideraram como seria a situação se essas memórias não fossem privadas, desenvolvendo uma "trama de gato caçando rato" que ressaltava a importância das memórias e a que extremos alguém com um segredo iria para esconder essas memórias.
O episódio foi inicialmente concebido tendo um protagonista masculino, com Andrea Riseborough lendo o roteiro com a outra parte em mente. No entanto, depois que Riseborough gostou da jornada do protagonista e perguntou se o papel poderia ser reescrita como mulher, o roteiro foi alterado para acomodar Riseborough. Brooker e a produtora executiva Annabel Jones descreveram a mudança como interessante, com Jones observou que "com que frequência você vê uma mãe reduzida a esse nível de desespero?" na televisão. O episódio foi filmado na Islândia e inclui cenas filmadas na sala de concertos Harpa.

### Marketing
Em maio de 2017, um post do Reddit anunciou não oficialmente os nomes e diretores dos seis episódios da quarta temporada de Black Mirror.  O primeiro trailer da série foi lançado pela Netflix em 25 de agosto de 2017 e continha os seis títulos dos episódios.
A partir de 24 de novembro de 2017, a Netflix publicou uma série de cartazes e trailers para a quarta temporada do programa, denominado "13 Days of Black Mirror". Em 6 de dezembro, a Netflix publicou um trailer com uma amálgama de cenas da quarta temporada que anunciou que a série seria lançada em 29 de dezembro.

## Recepção
O episódio recebeu críticas mistas. A cinematografia da paisagem islandesa foi amplamente elogiada, juntamente com as performances de Riseborough e Sawar. Muitos críticos, no entanto, consideraram um dos episódios mais sombrios e mais deprimentes de Black Mirror, alguns sugerindo que a violência era desnecessária e insatisfatória.